# 7043 Godart
7043 Godart este o planetă minoră (asteroid), cu un diametru de 5,721 km, din centura de asteroizi. A fost descoperită pe 2 septembrie 1934 la Observatorul Regal al Belgiei⁠(d) de Eugène Joseph Delporte și a fost numită după Odon Godart⁠(d). 
Obiectul prezintă o orbită caracterizată de o semiaxă mare de 2,2447526 UAi, o excentricitate de 0,185732, o înclinație de 5,99573 ° în raport cu ecliptica.